# Kirpichni (Slaviansk, Krasnodar)
Kirpichni (del ruso: Кирпичный) es un posiólok del raión de Slaviansk del krai de Krasnodar, en el sur de Rusia. Está situado en los arrozales situados entre los distributarios del delta del Kubán, en la orilla derecha de este río, 15 km al suroeste de Slaviansk-na-Kubani y 80 al oeste de Krasnodar, la capital del krai. Tenía 44 habitantes en 2010.
Pertenece al municipio Prikubánskoye.

## Historia
La localidad fue registrada como unidad administrativa en 1958. Hasta la década de 1970 se hallaba en la localidad una fábrica de ladrillos (kirpich, Кирпи́ч), que da nombre al lugar.